# Plážový fotbal na Asijských plážových hrách 2012
Turnaj plážového fotbalu na Asijských plážových hrách 2012 byl 3. ročníkem Plážového fotbalu na Asijských plážových hrách, který se konal v Číně ve měste Haiyang, v období od 16. června do 21. června 2012. Účastnilo se ho 15 týmů, které byly rozděleny do 3 skupin po 4 týmech a do jedné po 3 týmech. Ze skupiny postoupily do vyřazovací fáze první a druhý celek. Titul získali reprezentanti Íránu, kteří porazili ve finále domácí Čínu 2:0.

## Stadion
Mistrovství se odehrálo na jednom stadionu v jednom hostitelském městě: Pláž Fengxiang (Haiyang).

## Zápasy

### Skupinová fáze
| Vysvětlivky                                           |
| ----------------------------------------------------- |
| Týmy na prvních dvou místech postupují do čtvrtfinále |
| Vítěz zápasu je tučně zvýrazněn                       |

Čas každého zápasu je uveden v lokálním čase. 

#### Skupina A
| Tým         | Z | V | R | P | VG | IG | +/− | B |
| ----------- | - | - | - | - | -- | -- | --- | - |
| Palestina   | 3 | 3 | 0 | 0 | 18 | 6  | +12 | 9 |
| Čína        | 3 | 1 | 1 | 1 | 11 | 10 | +1  | 4 |
| Vietnam     | 3 | 1 | 0 | 2 | 7  | 10 | −3  | 3 |
| Afghánistán | 3 | 0 | 0 | 3 | 7  | 17 | −10 | 0 |

| 16. června 2012 11:30                                                                             |       |                                                 |                                                       |
| Čína                                                                                              | 6 : 4 | Afghánistán                                     | Pláž Fengxiang, Haiyang rozhodčí: Ebrahim Al-Mansoori |
| Han Xuegeng 4', 18' (pen.) Tuluxun Maimaiti 11' Liyihanmu Aihaiti 12' (pen.), 15' Cai Weiming 22' |       | Samiullah Mohammadi 2' Faisal Safa 4', 28', 34' | Pláž Fengxiang, Haiyang rozhodčí: Ebrahim Al-Mansoori |

| 16. června 2012 12:45                  |       |                                                                                  |                                                      |
| Vietnam                                | 2 : 6 | Palestina                                                                        | Pláž Fengxiang, Haiyang rozhodčí: Suhaimi Mat Hassan |
| Lê Kim Tuấn 5' Phùng Ngọc Vĩnh Quý 28' |       | Mohammed Barakat 11' Fady Jaber 14' Hamada Shbair 15', 19', 28' Alaa' Attieh 24' | Pláž Fengxiang, Haiyang rozhodčí: Suhaimi Mat Hassan |

| 17. června 2012 19:00                                  |       |                                                      |                                                |
| Afghánistán                                            | 3 : 4 | Vietnam                                              | Pláž Fengxiang, Haiyang rozhodčí: Nakorn Saard |
| Samiullah Mohammadi 16', 36' Mohammad Anwar Akbari 23' |       | Phùng Ngọc Vĩnh Quý 2', 13', 24' Nguyễn Xuân Huy 18' | Pláž Fengxiang, Haiyang rozhodčí: Nakorn Saard |

| 17. června 2012 20:30                                   |       |                                                              |                                                   |
| Čína                                                    | 4 : 5 | Palestina                                                    | Pláž Fengxiang, Haiyang rozhodčí: Suwat Wongsuwan |
| Han Xuegeng 20', 21' Wan Chao 24' Liyihanmu Aihaiti 32' |       | Alaa' Attieh 1', 7', 21' Mohammed Barakat 19' Sami Salim 27' | Pláž Fengxiang, Haiyang rozhodčí: Suwat Wongsuwan |

| 18. června 2012 19:00                                                                                                |       |             |                                                      |
| Palestina | 7 : 0 | Afghánistán | Pláž Fengxiang, Haiyang rozhodčí: Abdulaziz Abdullah |
| Alaa' Attieh 8' Motaz Al-Nahhal 10' Hamada Shbair 10' Mohammed Al-Sdudi 12', 36' Sami Salim 12' Mohammed Barakat 36' |       |             | Pláž Fengxiang, Haiyang rozhodčí: Abdulaziz Abdullah |

| 18. června 2012 20:30 |       |                   |                                                      |
| Čína                  | 1 : 1 | Vietnam           | Pláž Fengxiang, Haiyang rozhodčí: Suhaimi Mat Hassan |
| Wan Chao 29'          |       | Lê Ngọc Phước 30' | Pláž Fengxiang, Haiyang rozhodčí: Suhaimi Mat Hassan |

|                                     |       | Penaltový rozstřel                              |  |
| Wan Chao Liyihanmu Aihaiti Liu Yisi | 3 : 2 | Lê Kim Tuấn Phùng Ngọc Vĩnh Quý Nguyễn Văn Luận |  |

#### Skupina B
| Tým   | Z | V | R | P | VG | IG | +/− | B |
| ----- | - | - | - | - | -- | -- | --- | - |
| Sýrie | 2 | 2 | 0 | 0 | 11 | 8  | +3  | 6 |
| Omán  | 2 | 1 | 0 | 1 | 11 | 8  | +3  | 3 |
| Irák  | 2 | 0 | 0 | 2 | 3  | 9  | −6  | 0 |

| 16. června 2012 11:30                                                              |       |                   |                                                      |
| Omán                                                                               | 5 : 1 | Irák              | Pláž Fengxiang, Haiyang rozhodčí: Abdulaziz Abdullah |
| Hani Al-Dhabit 8' Yahya Al-Araimi 15', 28' Khalid Al-Rajhi 16' Jalal Al-Sinani 19' |       | Hussein Jabbar 4' | Pláž Fengxiang, Haiyang rozhodčí: Abdulaziz Abdullah |

| 17. června 2012 13:30                                           |       |                          |                                                 |
| Sýrie                                                           | 4 : 2 | Irák                     | Pláž Fengxiang, Haiyang rozhodčí: Ahn Gwang-Jin |
| Mohammad Nassif 8', 18' Omar Dyarbakerli 24' Mohammad Adrah 29' |       | Ali Mahdi Lafta 16', 36' | Pláž Fengxiang, Haiyang rozhodčí: Ahn Gwang-Jin |

| 18. června 2012 10:30                                                                                         |       | |                                                       |
| Omán | 6 : 7 | Sýrie | Pláž Fengxiang, Haiyang rozhodčí: Mansour Al-Shammari |
| Khalid Al-Rajhi 3', 33' Faisal Al-Balushi 10' (pen.) Haitham Harib 17' Hani Al-Dhabit 25' Yahya Al-Araimi 33' |       | Ali Sleman 12', 31' Mohammad Cheikh Ahmad 13', 33' Mohammad Nassif 29' Omar Dyarbakerli 33' Mohammad Adrah 34' | Pláž Fengxiang, Haiyang rozhodčí: Mansour Al-Shammari |

#### Skupina C
| Tým                     | Z | V | R | P | VG | IG | +/− | B |
| ----------------------- | - | - | - | - | -- | -- | --- | - |
| Libanon                 | 3 | 3 | 0 | 0 | 19 | 9  | +10 | 9 |
| Spojené arabské emiráty | 3 | 2 | 0 | 1 | 13 | 11 | +2  | 6 |
| Bahrajn                 | 3 | 1 | 0 | 2 | 10 | 13 | −3  | 3 |
| Kuvajt                  | 3 | 0 | 0 | 3 | 4  | 13 | −9  | 0 |

| 16. června 2012 10:15                                                |       |                         |                                                  |
| Spojené arabské emiráty                                              | 5 : 1 | Kuvajt                  | Pláž Fengxiang, Haiyang rozhodčí: Tasuku Onodera |
| Ali Hassan Karim 3', 10', 34' Mohamed Al-Zaabi 19' Abbas Daryaei 28' |       | Abdulwahhab Al-Safi 32' | Pláž Fengxiang, Haiyang rozhodčí: Tasuku Onodera |

| 16. června 2012 10:15                                                                 |       | |                                                   |
| Bahrajn                                                                               | 5 : 6 | Libanon | Pláž Fengxiang, Haiyang rozhodčí: Suwat Wongsuwan |
| Sadeq Marhoon 3', 13' Ebrahim Hasan 5' Mohamed Darwish 10' Ebrahim Abdulla Salman 19' |       | Mohamad Merhi 15', 22' (pen.) Mohamad Mechleb Matar 18' Ali Nassereddine 23', 29' Haitham Fattal 27' (pen.) | Pláž Fengxiang, Haiyang rozhodčí: Suwat Wongsuwan |

| 17. června 2012 10:30                          |       |                                                                                 |                                                     |
| Spojené arabské emiráty                        | 3 : 8 | Libanon                                                                         | Pláž Fengxiang, Haiyang rozhodčí: Ebrahim Akbarpour |
| Mohamed Al-Zaabi 18' Ali Hassan Karim 20', 33' |       | Haitham Fattal 3', 3', 13', 19', 28' 34' Mohamad Merhi 13' Mohammed Halaweh 17' | Pláž Fengxiang, Haiyang rozhodčí: Ebrahim Akbarpour |

| 17. června 2012 12:00                       |       |                                                           |                                                    |
| Kuvajt                                      | 2 : 3 | Bahrajn                                                   | Pláž Fengxiang, Haiyang rozhodčí: Wan Mohd Tarmizi |
| Youssef Al-Saqer 7' Abdulwahhab Al-Safi 28' |       | Ebrahim Hasan 3' Sadeq Marhoon 12' Abdulla Abdullatif 32' | Pláž Fengxiang, Haiyang rozhodčí: Wan Mohd Tarmizi |

| 18. června 2012 15:00                                                                   |       |                                         |                                                  |
| Spojené arabské emiráty                                                                 | 5 : 2 | Bahrajn                                 | Pláž Fengxiang, Haiyang rozhodčí: Tasuku Onodera |
| Ali Hassan Karim 3', 28' Mohamed Abbas 3' Adel Ranjabar 10' Mohamed Al-Zaabi 14' (pen.) |       | Mohamed Darwish 24' Jasim Al-Doseri 28' | Pláž Fengxiang, Haiyang rozhodčí: Tasuku Onodera |

| 18. června 2012 16:30                                                                    |       |                       |                                                    |
| Libanon                                                                                  | 5 : 1 | Kuvajt                | Pláž Fengxiang, Haiyang rozhodčí: Wan Mohd Tarmizi |
| Mahmoud Hawila 5' Mohamad Mechleb Matar 13', 20' Ali Nassereddine 30' Haitham Fattal 35' |       | Mohammad Al-Adwani 1' | Pláž Fengxiang, Haiyang rozhodčí: Wan Mohd Tarmizi |

#### Skupina D
| Tým      | Z | V | R | P | VG | IG | +/− | B |
| -------- | - | - | - | - | -- | -- | --- | - |
| Írán     | 3 | 3 | 0 | 0 | 18 | 5  | +13 | 9 |
| Japonsko | 3 | 1 | 1 | 1 | 7  | 4  | +3  | 4 |
| Thajsko  | 3 | 1 | 0 | 2 | 4  | 8  | −4  | 3 |
| Katar    | 3 | 0 | 0 | 3 | 3  | 15 | −12 | 0 |

| 16. června 2012 9:00 |        |                                                    |                                                      |
| Írán | 10 : 2 | Katar                                              | Pláž Fengxiang, Haiyang rozhodčí: Suhaimi Mat Hassan |
| Ali Naderi 1', 18' (pen.) Mohammad Ali Mokhtari 12', 30', 35', 36' Mohammad Ahmadzadeh 16' Mehran Morshedizadeh 18' Hamed Ghorbanpour 19' Mehdi Hassani 20' |        | Ibrahim Al-Rumaihi 13' (pen.) Abdulla Al-Ishaq 22' | Pláž Fengxiang, Haiyang rozhodčí: Suhaimi Mat Hassan |

| 16. června 2012 9:00                 |       |                   |                                                      |
| Japonsko                             | 2 : 1 | Thajsko           | Pláž Fengxiang, Haiyang rozhodčí: Abdullah Al-Rashdi |
| Šušei Jamauči 10' Kazumasa Asami 31' |       | Komkrit Nanan 27' | Pláž Fengxiang, Haiyang rozhodčí: Abdullah Al-Rashdi |

| 17. června 2012 15:00                                            |       |                   |                                         |
| Írán                                                             | 5 : 1 | Thajsko           | Pláž Fengxiang, Haiyang rozhodčí: Li Ke |
| Ali Naderi 6' Farid Boloukbashi 10', 12', 22' Moslem Mesigar 12' |       | Komkrit Nanan 24' | Pláž Fengxiang, Haiyang rozhodčí: Li Ke |

| 17. června 2012 16:30 |       |                                                       |                                                       |
| Katar                 | 0 : 3 | Japonsko                                              | Pláž Fengxiang, Haiyang rozhodčí: Mansour Al-Shammari |
|                       |       | Šušei Jamauči 17' Šinji Makino 19' Kento Sakaguči 25' | Pláž Fengxiang, Haiyang rozhodčí: Mansour Al-Shammari |

| 18. června 2012 12:00                                      |       |                                     |                                                      |
| Írán                                                       | 3 : 2 | Japonsko                            | Pláž Fengxiang, Haiyang rozhodčí: Abdullah Al-Rashdi |
| Ali Naderi 13' Mohammad Ali Mokhtari 24' Mehdi Hassani 35' |       | Teruki Tabata 4' Kazumasa Asami 24' | Pláž Fengxiang, Haiyang rozhodčí: Abdullah Al-Rashdi |

| 18. června 2012 13:30                |       |                     |                                         |
| Thajsko                              | 2 : 1 | Katar               | Pláž Fengxiang, Haiyang rozhodčí: Li Ke |
| Komkrit Nanan 4' Teerawat Durnee 31' |       | Jafal Al-Ioaari 12' | Pláž Fengxiang, Haiyang rozhodčí: Li Ke |

## Vyřazovací fáze
|  | Čtvrtfinále               | Čtvrtfinále               |                           |           | Semifinále  | Semifinále  |  |  | Finále                    | Finále |
|  |                           |                           |                           |           |             |             |  |  |                           |        |
|  | 19. června 2012 - Haiyang |                           |                           |           |             |             |  |  |                           |        |
|  |                           |                           |                           |           |             |             |  |  |                           |        |
|  | Sýrie                     | 1                         |                           |           |             |             |  |  |                           |        |
|  | Sýrie                     | 1                         | 20. června 2012 - Haiyang |           |             |             |  |  |                           |        |
|  | Čína                      | 4                         |                           |           |             |             |  |  |                           |        |
|  | Čína                      | 4                         | Čína                      | 5         |             |             |  |  |                           |        |
|  | 19. června 2012 - Haiyang |                           | Čína                      | 5         |             |             |  |  |                           |        |
|  |                           | Libanon                   | 1                         |           |             |             |  |  |                           |        |
|  | Libanon (prod.)           | Libanon                   | 1                         | 5         |             |             |  |  |                           |        |
|  | Libanon (prod.)           |                           | 21. června 2012 - Haiyang | 5         |             |             |  |  |                           |        |
|  | Japonsko                  | 4                         |                           |           |             |             |  |  |                           |        |
|  | Japonsko                  | 4                         | Čína                      | 0         |             |             |  |  |                           |        |
|  | 19. června 2012 - Haiyang |                           | Čína                      | 0         |             |             |  |  |                           |        |
|  |                           | Írán                      | 2                         |           |             |             |  |  |                           |        |
|  | Írán                      | Írán                      | 2                         | 4         |             |             |  |  |                           |        |
|  | Írán                      | 20. června 2012 - Haiyang |                           | 4         |             |             |  |  |                           |        |
|  | Spojené arabské emiráty   | 3                         |                           |           |             |             |  |  |                           |        |
|  | Spojené arabské emiráty   | 3                         | Írán                      | 9         | Třetí místo | Třetí místo |  |  |                           |        |
|  | 19. června 2012 - Haiyang |                           | Írán                      | 9         | Třetí místo | Třetí místo |  |  |                           |        |
|  |                           | Palestina                 | 1                         |           |             |             |  |  |                           |        |
|  | Palestina                 | Palestina                 | 1                         | 4         | Libanon     | 5           |  |  |                           |        |
|  | Palestina                 |                           |                           | 4         | Libanon     | 5           |  |  |                           |        |
|  | Omán                      | 3                         |                           | Palestina | 6           |             |  |  |                           |        |
|  | Omán                      | 3                         |                           |           | 6           |             |  |  |                           |        |
|  |                           |                           |                           |           |             |             |  |  | 21. června 2012 - Haiyang |        |
|  |                           |                           |                           |           |             |             |  |  |                           |        |

#### Čtvrtfinále
| 19. června 2012 15:00                                                 |       |                                                            |                                                   |
| Palestina                                                             | 4 : 3 | Omán                                                       | Pláž Fengxiang, Haiyang rozhodčí: Suwat Wongsuwan |
| Fady Jaber 13' Hamada Shbair 16' Mohammed Al-Sdudi 16' Sami Salim 24' |       | Jalal Al-Sinani 22' Yahya Al-Araimi 28' Hani Al-Dhabit 33' | Pláž Fengxiang, Haiyang rozhodčí: Suwat Wongsuwan |

| 19. června 2012 16:15                                                                           |               |                                                                                |                                                       |
| Libanon                                                                                         | 5 : 4 (prod.) | Japonsko                                                                       | Pláž Fengxiang, Haiyang rozhodčí: Ebrahim Al-Mansoori |
| Mohamad Mechleb Matar 13' Haitham Fattal 14' (pen.), 36' Mohamad Merhi 31' Hussein Al-Saleh 32' |               | Masayuki Komaki 3' Šušei Jamauči 4' Takeši Kawaharazuka 23' Kazumasa Asami 23' | Pláž Fengxiang, Haiyang rozhodčí: Ebrahim Al-Mansoori |

| 19. června 2012 19:00                                                |       |                                                            |                                                  |
| Írán                                                                 | 4 : 3 | Spojené arabské emiráty                                    | Pláž Fengxiang, Haiyang rozhodčí: Tasuku Onodera |
| Mohammad Ahmadzadeh 2', 33' Mohammad Ali Mokhtari 19' Ali Naderi 36' |       | Ali Hassan Karim 8' Qambar Sadeqi 11' Mohamed Al-Zaabi 26' | Pláž Fengxiang, Haiyang rozhodčí: Tasuku Onodera |

| 19. června 2012 20:15 |       |                                                          |                                                      |
| Sýrie                 | 1 : 4 | Čína                                                     | Pláž Fengxiang, Haiyang rozhodčí: Suhaimi Mat Hassan |
| Mohammad Nassif 9'    |       | Cai Weiming 1' Liyihanmu Aihaiti 9' Han Xuegeng 22', 36' | Pláž Fengxiang, Haiyang rozhodčí: Suhaimi Mat Hassan |

#### Semifinále
| 20. června 2012 18:30 |       |                      |                                                      |
| Írán | 9 : 1 | Palestina            | Pláž Fengxiang, Haiyang rozhodčí: Abdulaziz Abdullah |
| Mohammad Ahmadzadeh 4', 19', 33' Mehran Morshedizadeh 12' Hassan Abdollahi 13' Moslem Mesigar 15' Farid Boloukbashi 16' Ali Naderi 29' Peyman Hosseini 30' |       | Mohammed Barakat 32' | Pláž Fengxiang, Haiyang rozhodčí: Abdulaziz Abdullah |

| 20. června 2012 20:00                                        |       |                    |                                                       |
| Čína                                                         | 5 : 1 | Libanon            | Pláž Fengxiang, Haiyang rozhodčí: Ebrahim Al-Mansoori |
| Han Xuegeng 8' Cai Weiming 9' Wan Chao 22', 26' Liu Yisi 26' |       | Haitham Fattal 27' | Pláž Fengxiang, Haiyang rozhodčí: Ebrahim Al-Mansoori |

#### O 3. místo
| 21. června 2012 18:30                                                                      |       |                                                                                |                                         |
| Libanon                                                                                    | 5 : 6 | Palestina                                                                      | Pláž Fengxiang, Haiyang rozhodčí: Li Ke |
| Mohamad Merhi 11', 28' Ali Nassereddine 14' Hussein Al-Saleh 32' Mohamad Mechleb Matar 34' |       | Alaa' Attieh 3', 9' Mohammed Al-Sdudi 6' Sami Salim 15', 21' Hamada Shbair 33' | Pláž Fengxiang, Haiyang rozhodčí: Li Ke |

#### Finále
| 21. června 2012 20:00 |       |                                              |                                                  |
| Čína                  | 0 : 2 | Írán                                         | Pláž Fengxiang, Haiyang rozhodčí: Tasuku Onodera |
|                       |       | Hassan Abdollahi 21' Mohammad Ahmadzadeh 34' | Pláž Fengxiang, Haiyang rozhodčí: Tasuku Onodera |